# Pierre-Joseph Bernard
Pierre-Joseph Bernard, noto anche come Gentil-Bernard, soprannome datogli da Voltaire per la sua grazia nei versi erotici (Grenoble, 1708 – Choisy-le-Roi, 1775), è stato uno scrittore francese.
Fu autore del libretto per il Castore e Polluce (1737) di Jean-Philippe Rameau e di un'Arte amatoria tratta da Publio Ovidio Nasone.